# Герберт Губер
Герберт Губер  (нім. Herbert Huber; 4 грудня 1944 — 15 липня 1970) — австрійський гірськолижник, олімпійський медаліст.

## Виступи на Олімпіадах
| Олімпіада     | Дисципліна | Місце |
| ------------- | ---------- | ----- |
| Гренобль 1968 | слалом     | 2     |